# 紹伯山

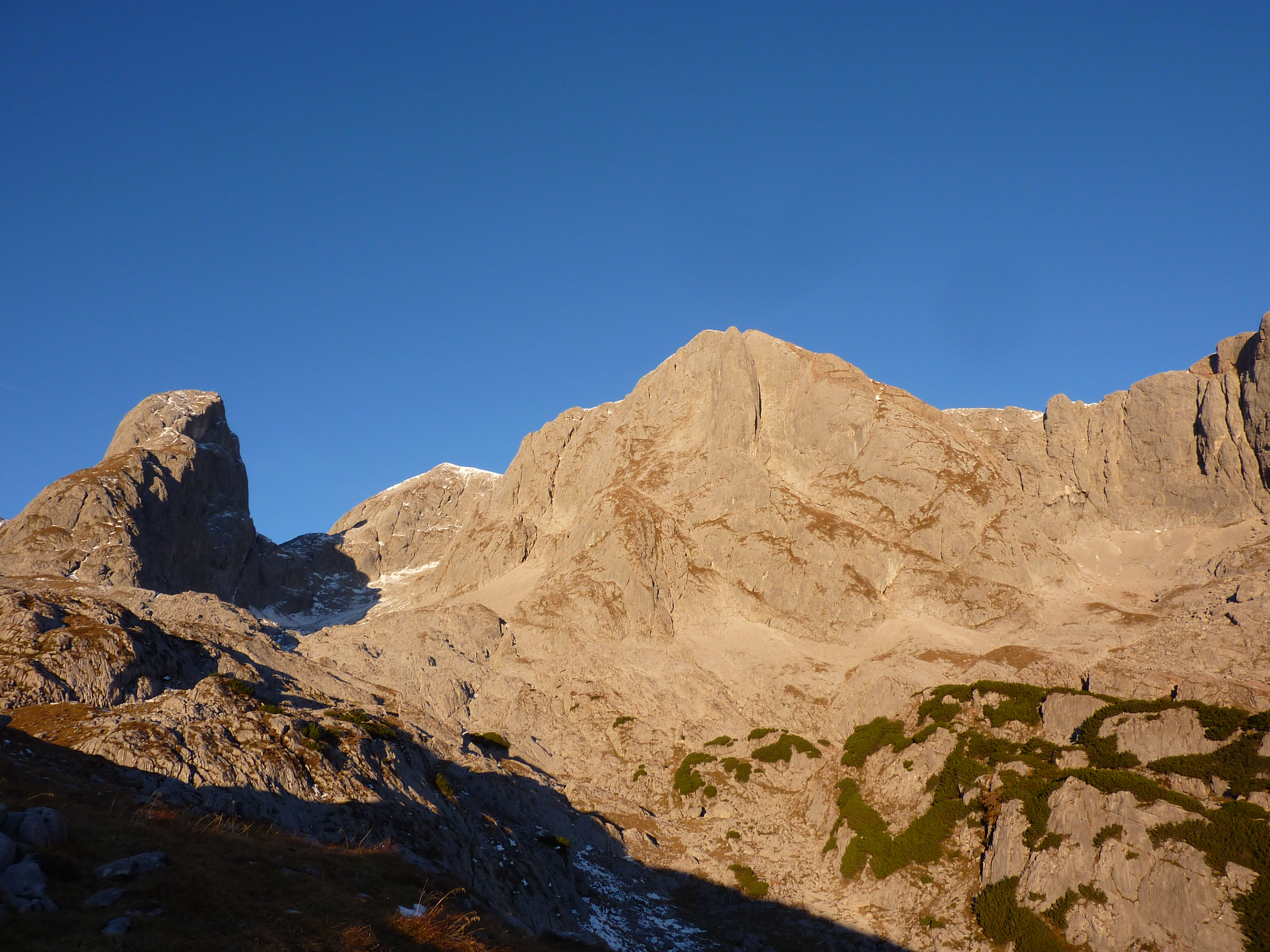

47°25′51″N 13°5′48″E / 47.43083°N 13.09667°E
紹伯山（德語：Schoberköpfe），是奧地利的山峰，位於該國中部，由薩爾茨堡州負責管轄，屬於貝希特斯加登阿爾卑斯山脈的一部分，距離布拉辰山1.8公里，海拔高度2,708米，每年平均降雨量2,176毫米。